# Kerman (Californie)
Cet article traite de la ville californienne, pour la ville iranienne voir : Kerman
Kerman est une municipalité du comté de Fresno, en Californie, aux États-Unis. Sa population était de 8 551 habitants au recensement de 2000.

## Géographie
Selon le Bureau du recensement des États-Unis la ville a une superficie de 8,4 km2.

## Démographie
| 1950  | 1960  | 1970  | 1980  | 1990  | 2000  |
| ----- | ----- | ----- | ----- | ----- | ----- |
| 1 563 | 1 970 | 2 667 | 4 002 | 5 448 | 8 551 |

| 2010   | - | - | - | - | - |
| ------ | - | - | - | - | - |
| 13 544 | - | - | - | - | - |

## Jumelages
Kannami (Japon)